# Lista de praças de Madrid

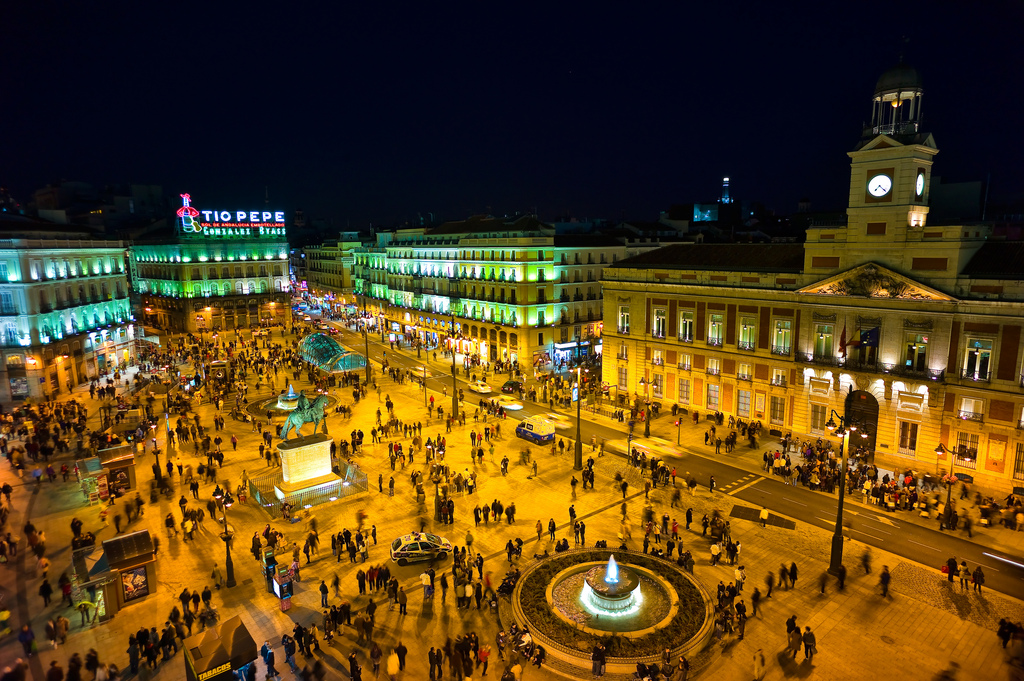
Porta do Sol

Lista das principais praças da capital da Espanha, Madrid.
| imagem | nome                                          | localizado em                                                                               | data de fundação |
| ------ | --------------------------------------------- | ------------------------------------------------------------------------------------------- | ---------------- |
|        | Porta do Sol                                  | Sol Madrid                                                                                  |                  |
|        | Plaza de Santa Ana                            | Cortes Madrid                                                                               |                  |
|        | Plaza de Castilla                             | Castillejos Almenara Plaza Castilla Nueva España (bairro) Madrid                            |                  |
|        | Plaza de Colón                                | Madrid Almagro                                                                              |                  |
|        | Praça de Espanha                              | Madrid                                                                                      | 1911             |
|        | Plaza del Dos de Mayo                         | Madrid Universidad                                                                          |                  |
|        | Praça de Cibeles                              | Madrid                                                                                      |                  |
|        | Plaza de Oriente                              | Madrid                                                                                      | 1844             |
|        | Plaza de la Villa                             | Madrid Centro Palacio                                                                       |                  |
|        | Plaza Ramales                                 | Madrid Palacio                                                                              |                  |
|        | Plaza de Canalejas                            | Madrid                                                                                      |                  |
|        | Plaza de la Independencia                     | Madrid Jerónimos Recoletos                                                                  |                  |
|        | Plaza de las Cortes                           | Madrid                                                                                      |                  |
|        | Legazpi                                       | Madrid                                                                                      |                  |
|        | Glorieta de Bilbao                            | Madrid                                                                                      |                  |
|        | Plaza de las Peñuelas                         | Madrid                                                                                      |                  |
|        | Plaza Pirámides                               | Madrid Imperial Acacias                                                                     |                  |
|        | Plaza del Ángel                               | Madrid                                                                                      |                  |
|        | Glorieta de Cuatro Caminos                    | Cuatro Caminos Bellas Vistas Vallehermoso (bairro) Ríos Rosas (bairro) Madrid               |                  |
|        | Plaza de San Bernardo                         | Madrid                                                                                      |                  |
|        | Plaza San Vicente                             | Madrid                                                                                      |                  |
|        | Plaza de Alonso Martínez                      | Madrid Almagro                                                                              |                  |
|        | Plaza de Antón Martín                         | Madrid                                                                                      |                  |
|        | Plaza Celenque                                | Madrid                                                                                      |                  |
|        | Plaza de Cascorro                             | Madrid Estação Lavapiés                                                                     |                  |
|        | Plaza de Isabel II                            | Madrid                                                                                      |                  |
|        | Plaza de Jacinto Benavente                    | Madrid                                                                                      |                  |
|        | Plaza de Lavapies                             | Madrid                                                                                      |                  |
|        | Plaza de Matute                               | Madrid Cortes                                                                               |                  |
|        | Plaza de San Ildefonso                        | Madrid Universidad                                                                          |                  |
|        | Plaza Santa Cruz                              | Madrid                                                                                      |                  |
|        | Plaza de Santa María de Soledad Torres Acosta | Madrid                                                                                      |                  |
|        | Plaza de Santo Domingo                        | Madrid                                                                                      |                  |
|        | Plaza de Pedro Zerolo                         | Madrid                                                                                      |                  |
|        | Plaza de la Lealtad                           | Madrid Jerónimos Cortes                                                                     |                  |
|        | Plaza de la Moncloa                           | Madrid Argüelles                                                                            |                  |
|        | Plaza de la Paja                              | Madrid                                                                                      |                  |
|        | Plaza de la Villa de París                    | Madrid                                                                                      |                  |
|        | Plaza de la Platería de Martínez              | Madrid                                                                                      |                  |
|        | Plaza de las Descalzas                        | Madrid Sol                                                                                  |                  |
|        | Plaza de los Cubos                            | Madrid                                                                                      |                  |
|        | Plaza del Alamillo                            | Madrid                                                                                      |                  |
|        | Plaza del Carmen                              | Madrid Sol                                                                                  |                  |
|        | Plaza del General Vara del Rey                | Madrid                                                                                      |                  |
|        | Plaza del Humilladero                         | Madrid Centro Palacio                                                                       |                  |
|        | Plaza de San Luis                             | Madrid                                                                                      |                  |
|        | Plaza del Emperador Carlos V                  | Madrid                                                                                      |                  |
|        | Plaza de Puerta Cerrada                       | Madrid                                                                                      |                  |
|        | Plaza de la Cebada                            | Madrid                                                                                      |                  |
|        | Plaza de la Armería                           | Madrid                                                                                      |                  |
|        | Plaza Embajadores                             | Madrid                                                                                      |                  |
|        | Plaza Elíptica                                | Madrid                                                                                      |                  |
|        | Plaza de Cánovas del Castillo                 | Madrid Cortes Jerónimos                                                                     |                  |
|        | Plaza del Marqués de Salamanca, Madrid        | Madrid Salamanca                                                                            |                  |
|        | Plaza del Rey                                 | Madrid                                                                                      |                  |
|        | Glorieta del Pintor Sorolla, Madrid           | Madrid Almagro                                                                              |                  |
|        | Plaza Rubén Darío                             | Madrid Almagro                                                                              |                  |
|        | Glorieta de López de Hoyos                    | Madrid El Viso                                                                              |                  |
|        | Glorieta de Santa María de la Cabeza          | Madrid                                                                                      |                  |
|        | Glorieta de Quevedo, Madrid                   | Madrid                                                                                      |                  |
|        | place Provincia                               | Madrid                                                                                      |                  |
|        | Plaza de la Remonta                           | Madrid                                                                                      |                  |
|        | Plaza de Menéndez Pelayo                      | Madrid                                                                                      |                  |
|        | Plaza Marqués de Vadillo                      | Madrid Comillas Opañel (bairro de Madrid) San Isidro (bairro de Madrid)                     |                  |
|        | Plaza de Santa Bárbara                        | Justicia Madrid                                                                             |                  |
|        | Plaza de San Francisco                        | Madrid Palacio                                                                              |                  |
|        | Plaza de Chamberí, Madrid                     | Madrid Almagro                                                                              |                  |
|        | Plaza de Cristo Rey                           | Madrid                                                                                      |                  |
|        | Plaza de Jesús                                | Madrid Cortes                                                                               |                  |
|        | Plaza de Cuzco                                | Madrid Chamartín Tetuán Nueva España (bairro) Castillejos Hispanoamérica (bairro de Madrid) |                  |
|        | Plaza de la Cruz Verde                        | Palacio Centro Madrid                                                                       |                  |
|        | place Margaret Thatcher                       | Madrid                                                                                      |                  |
|        | Plaza de los Carros                           | Madrid Centro Palacio                                                                       |                  |
|        | Plaza de San Andrés                           | Madrid Centro Palacio                                                                       |                  |
|        | Plaza del Conde del Valle de Súchil           | Madrid                                                                                      |                  |
|        | Plaza San Juan de la Cruz                     | Madrid Ríos Rosas (bairro)                                                                  |                  |
|        | Plaza de Gabriel Miró                         | Madrid Palacio                                                                              |                  |
|        | Plaza de Olavide                              | Madrid                                                                                      |                  |
|        | Plaza de Manuel Becerra, Madrid               | Madrid                                                                                      |                  |
|        | Plaza de Emilio Castelar                      | Madrid                                                                                      |                  |
|        | Plaza Santa Catalina de los Donados           | Madrid                                                                                      |                  |
|        | Plaza de Puerta de Moros                      | Madrid                                                                                      |                  |
|        | Plaza de Juan Zorrilla                        | Madrid                                                                                      |                  |
|        | Plaza Comandante las Morenas                  | Madrid                                                                                      |                  |
|        | Plaza Herradores                              | Madrid                                                                                      |                  |
|        | Plaza Nelson Mandela                          | Madrid                                                                                      |                  |
|        | place Salesas                                 | Madrid Justicia                                                                             |                  |
|        | place Poeta Manuel del Palacio                | Madrid                                                                                      |                  |
|        | Plaza San Amaro                               | Madrid                                                                                      |                  |
|        | Plaza del Conde de Barajas, Madrid            | Madrid                                                                                      |                  |
|        | Plaza Presidente Cárdenas                     | Madrid                                                                                      |                  |
|        | Plaza de Mariano de Cavia                     | Madrid Jerónimos Pacífico                                                                   |                  |
|        | Plaza de la República Argentina               | Madrid El Viso                                                                              |                  |
|        | plaza de la Virgen Guadalupana                | Madrid Chamartín                                                                            |                  |
|        | Plaza de Lima                                 | Madrid Chamartín Tetuán Cuatro Caminos El Viso Hispanoamérica (bairro de Madrid)            |                  |
|        | plaza de José Moreno Villa                    | Moncloa-Aravaca Madrid Argüelles                                                            |                  |
|        | Plaza de los Mostenses                        | Madrid Universidad                                                                          |                  |
|        | Plaza del Conde de Toreno                     | Madrid Universidad                                                                          |                  |
|        | Plaza de Grecia                               | Madrid Rosas                                                                                |                  |
|        | Plaza de la República del Ecuador             | Madrid Hispanoamérica (bairro de Madrid)                                                    |                  |
|        | place Santiago                                | Madrid Palacio                                                                              |                  |
|        | place San Martín                              | Madrid Sol                                                                                  |                  |
|        | Plaza de San Javier                           | Madrid                                                                                      |                  |
|        | Plaza de Cristino Martos                      | Madrid Centro Universidad                                                                   |                  |
|        | Plaza de Guardias de Corps                    | Madrid Universidad                                                                          |                  |
|        | Parterre del Retiro                           | Madrid                                                                                      |                  |
|        | Plaza de Cataluña                             | Madrid                                                                                      |                  |
|        | Plaza Mayor de Villaverde                     | Madrid                                                                                      |                  |
|        | Plaza de Pablo Ruiz Picasso                   | Madrid                                                                                      |                  |
|        | Plaza de Corpus Barga                         | Madrid Puente de Vallecas                                                                   |                  |
|        | Plaza de la Constitución                      | Madrid Puente de Vallecas                                                                   |                  |

∑ 111 items.